# Ладьїно
Ладьїно (рос. Ладьино) — присілок в Торжоцькому районі Тверської області Російської Федерації.
Населення становить 285 осіб. Входить до складу муніципального утворення Високовське сільське поселення.

## Історія
Від 2005 року входить до складу муніципального утворення Високовське сільське поселення.

## Населення
| 1859 | 1886 | 1992 | 2002 | 2010 |
| ---- | ---- | ---- | ---- | ---- |
| 275  | ↘273 | ↗359 | ↘296 | ↘285 |